# ولایت شیروان
ولایت شیروان یکی از ولایات صفویان به پایتختی شماخی بود که امروزه در جمهوری آذربایجان در قفقاز واقع شده‌است. باکو، شکی، دربند، قوبا، سالیان و آغ‌داش دیگر شهرهای مهم این ولایت بودند.